# Letališče Oulu
Letališče Oulu je letališče na Finskem, ki primarno oskrbuje Oulu. Je drugo najbolj frekventno letališče na Finskem.